# Sajonia-Anhalt

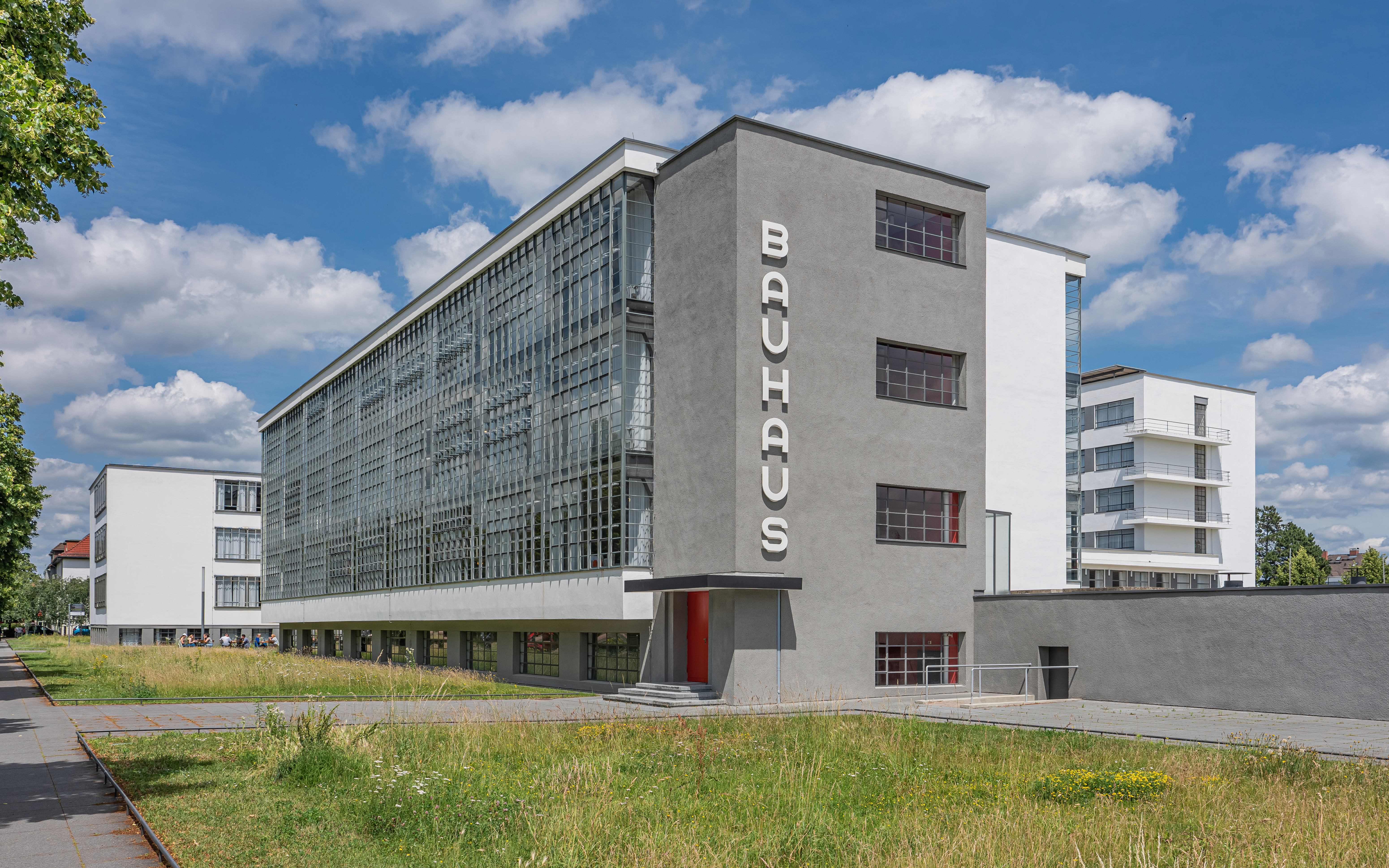
Sede de la Bauhaus en Dessau, edificio Patrimonio de la Humanidad.

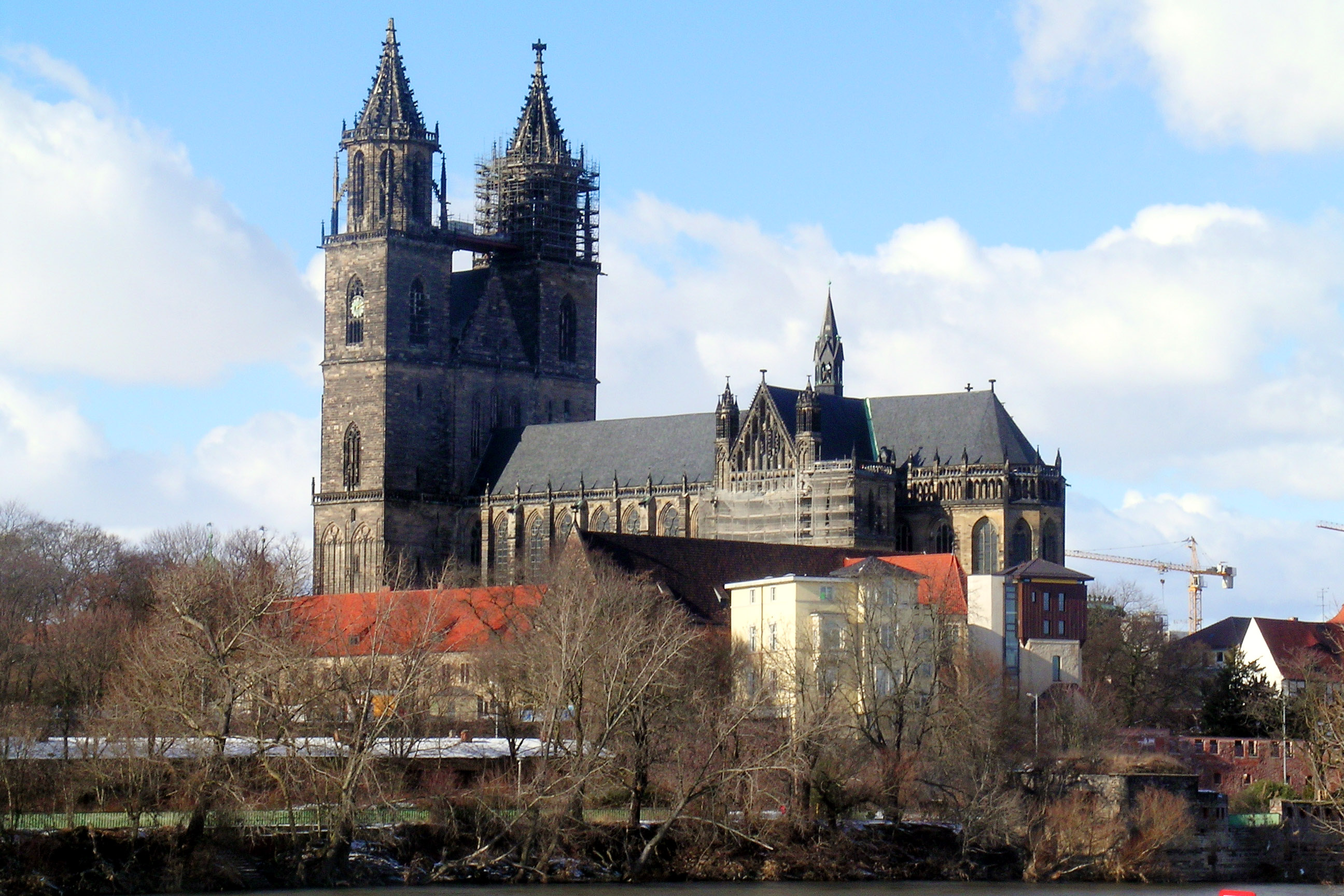
Magdeburgo.

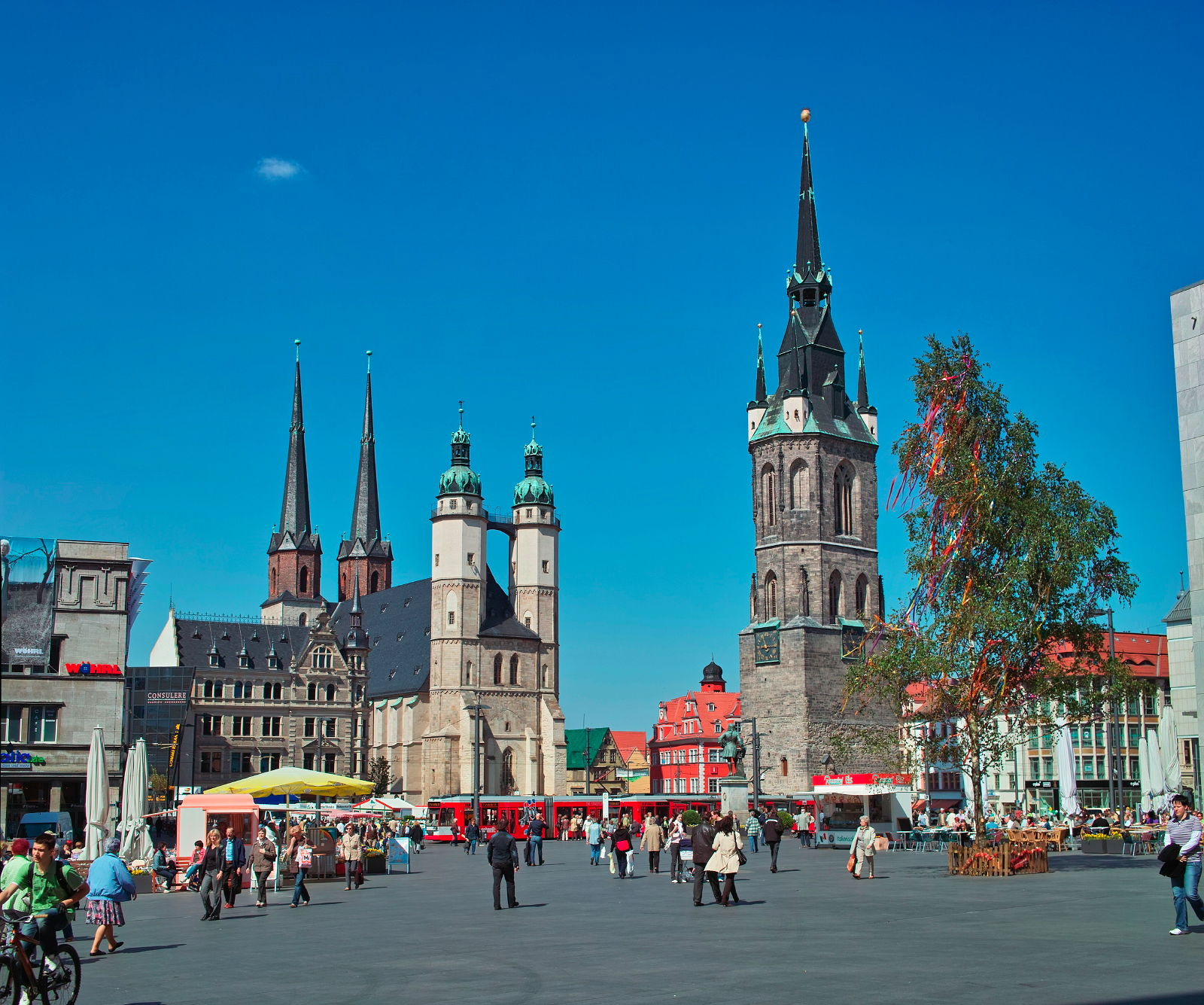
Halle.

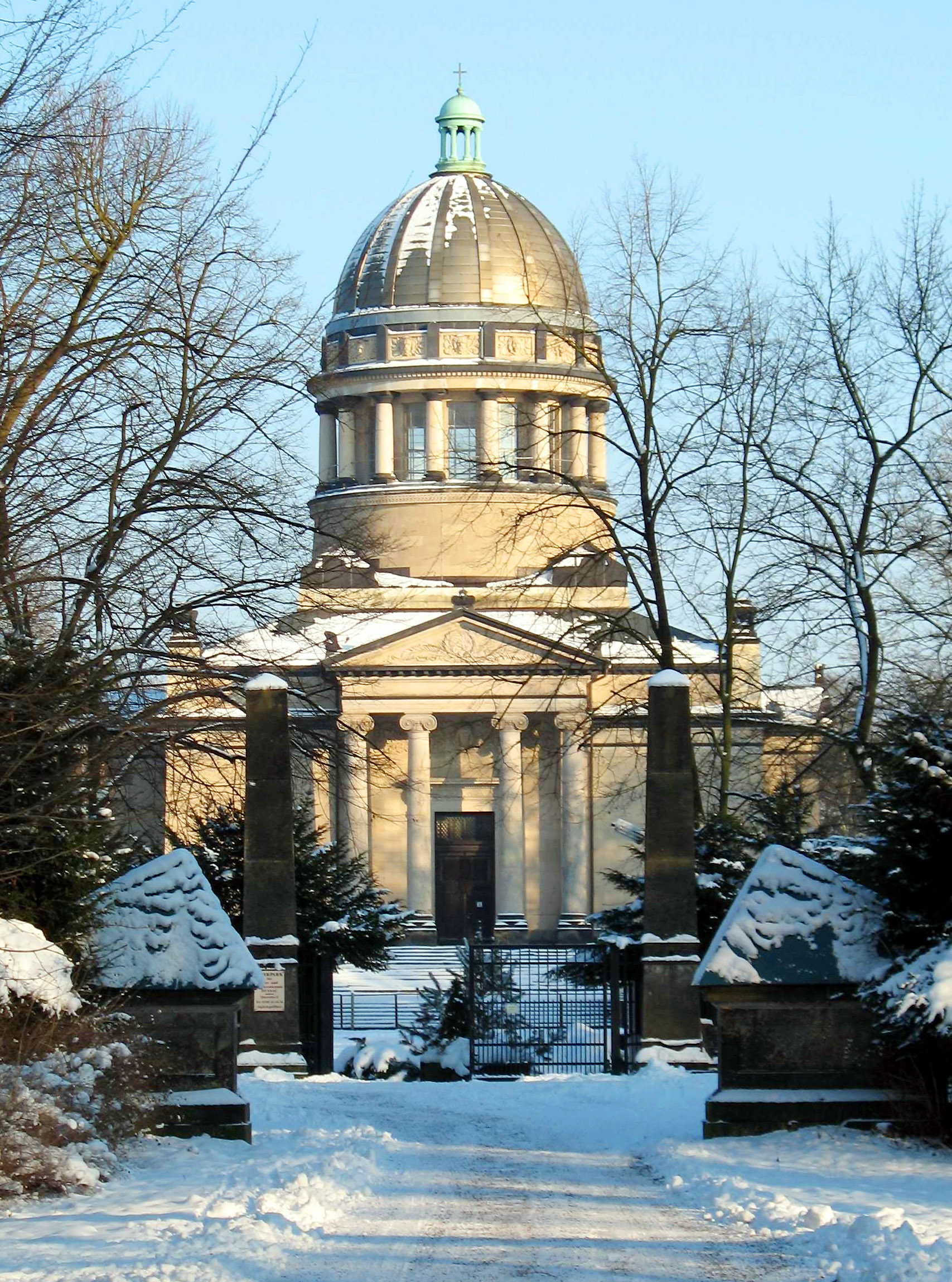
Dessau.

Sajonia-Anhalt o Alta Sajonia (en alemán: Sachsen-Anhalt, pronunciado /ˌzaksn̩ˈʔanhalt/ⓘ) es uno de los 16 estados federados de Alemania. Limita con Baja Sajonia, Brandeburgo, Sajonia y Turingia. Su capital es la ciudad de Magdeburgo.

## Geografía

### Hidrografía del estado federado

#### Ríos
Los siguientes ríos (o corrientes de mayor o menor caudal) se encuentran en el territorio del estado federado de Sajonia-Anhalt atravesando con su transcurso todo el territorio o parte de este; los más conocidos (indicando su longitud total) son:
| - Elba (1166 km) - Saale (413 km) - Havel (325 km) - Elster Blanco (257 km) - Unstrut (192 km) - Aller (263 km) | - Elster Negro (188 km) - Bode (140 km) - Mulda (124 km) - Ohre (110 km) - Milde/Biese/Aland (97 km) - Jeetze (73 km) |

#### Lagos
Arendsee (511,5 ha), Süßer See (238 ha), Barleber See (100 ha)

#### Presas
Muldestausee, Rappbode-Talsperre, Talsperre Kelbra, Wippertalsperre

## Historia

Escudo de armas de Sajonia-Anhalt entre 1946 y 1952.

En abril de 1945 el ejército estadounidense asumió el control de la mayor parte de la zona oeste y norte de la futura Sajonia-Anhalt. El Consejo de Control de Grupo EE. UU., Alemania (un precursor de la OMGUS) nombró a los primeros oficiales no nazis en posiciones destacadas en la zona. De manera que Erhard Hübener, licenciado por los nazis, fue nombrado de nuevo Landeshauptmann (gobernador del estado). A principios de julio el Ejército Estadounidense se retiró de la anterior provincia de Sajonia prusiana para hacer paso al Ejército Rojo para que lo tomara como parte de la zona de ocupación soviética, como se acordó en el Protocolo de Londres en 1944.
El 9 de julio la SVAG soviético ordenó la fusión del Estado Libre de Anhalt, Halle-Merseburg, la gobernación de Magdeburgo (en sus fronteras de entonces), Allstedt (antes Turingia) y algunos exclaves orientales de Brunswick y salientes (Calvörde y la parte oriental del anterior distrito de Blankenburg) con la provincia de Sajonia. La gobernación de Erfurt previamente sajona había pasado a ser parte de Turingia.
Para la época temprana véanse los respectivos artículos de estas entidades antes de 1945. Anhalt toma su nombre del castillo de Anhalt cerca de Harzgerode; el origen del nombre del castillo sigue siendo desconocido.
La SVAG nombró a Hübener como presidente de la administración sajona provincial, una función recientemente creada. La administración tuvo su sede en Halle an der Saale, que se convirtió en la capital, también del posterior Sajonia-Anhalt hasta 1952. El 3 de septiembre de 1945 la nueva administración ejecutó las expropiaciones masivas inspiradas por los soviéticos, en su mayor parte afectando a las grandes propiedades, a menudo de ascendencia noble.
Con ocasión de la primera (y única) elección en la zona soviética, permitiendo a los partidos competir de verdad por sedes en parlamentos provinciales y estatales, el 20 de octubre de 1946, la provincia de Sajonia fue renombrada como la provincia de Sajonia-Anhalt (en alemán: Provinz Sachsen-Anhalt), tomando en consideración la anterior fusión. El 3 de diciembre de 1946 los miembros del nuevo parlamento provincial eligió a Hübener el primer ministro presidente de Sajonia-Anhalt con los votos de la CDU y el Partido Liberal Democrático de Alemania (LDPD). Así él se convirtió en el único gobernador en la zona soviética, que no era un miembro del comunista Partido Socialista Unificado de Alemania (SED). Era un gobernador inconveniente para los gobernantes soviéticos.
Después de la decisión aliada oficial de disolver el Estado Libre de Prusia, que había recaído en un limbo desde el golpe prusiano de 1932, sus anteriores provincias, hasta donde aún existían, lograron el estatus de estado, así la provincia emergió en el Estado de Sajonia-Anhalt el 6 de octubre de 1947. Pasó a formar parte de la República Democrática de Alemania (Alemania del Este) en 1949. Desde 1952 hasta 1990 los estados alemanes orientales fueron disueltos y el territorio de Sajonia-Anhalt fue dividido en los distritos germano-orientales de Halle y Magdeburg excepto el territorio alrededor de Torgau estaba en Leipzig. En 1990, en el curso de la reunificación alemana, los distritos fueron reintegrados como un estado. Pero, el territorio alrededor de Torgau no regresó al estado y se unió a Sajonia. Ahora, Torgau es el centro del distrito de Sajonia Septentrional (desde 2008).
En 2015 se analizaron los restos de una antigua habitación de Karsdorf datados de principios del Neolítico (7200 a. C) fueron analizados; resultó que pertenecía al linaje T1a-M70 paterno y linaje maternal H1.

## Organización político-administrativa

### Antiguos Regierungsbezirke
El estado federado de Sajonia-Anhalt componía su territorio en 2003 de tres Regierungsbezirke:
- Dessau
- Halle
- Magdeburgo

A comienzos del año 2004 se disolvieron los Regierungsbezirke.

### Distritos del Estado
Desde la segunda reforma del estado de 2007 se estableció que el territorio del estado, que se componía de 21 distritos, quedase definitivamente con 11, junto con las tres ciudades independientes.
Desde esta reforma los 11 distritos son:
| 1. Altmark-Salzwedel (SAW) 2. Anhalt-Bitterfeld (ABI) 3. Burgenland (BLK) 4. Börde (BK) 5. Harz (HZ) 6. Comarca de Jerichow (JL) 7. Mansfeld-Südharz (MSH) 8. Saale (SK) 9. Salzland (SLK) 10. Stendal (SDL) 11. Wittenberg (WB) |

### Ciudades independientes
Posee tres ciudades independientes (kreisfreie Städte):
Dessau-Roßlau (DE)
Halle (Saale) (HAL)
Magdeburgo (MD)
Ver: Lista de los municipios de Sajonia-Anhalt.

### Grandes ciudades
| Ciudad                               | Distrito            | Habitantes 31 de diciembre de 2000 | Habitantes 31 de diciembre de 2005 |
| ------------------------------------ | ------------------- | ---------------------------------- | ---------------------------------- |
| Magdeburgo                           | kreisfrei           | 231.450                            | 229.126                            |
| Halle                                | kreisfrei           | 247.736                            | 237.198                            |
| Dessau, desde 2007 Dessau-Roßlau     | kreisfrei           | 83.153                             | 78.360                             |
| Lutherstadt Wittenberg               | Wittenberg          | 48.972                             | 46.593                             |
| Halberstadt                          | Harz                | 41.417                             | 39.749                             |
| Stendal                              | Stendal             | 39.795                             | 37.137                             |
| Merseburg                            | Saale               | 37.127                             | 34.581                             |
| Wernigerode                          | Harz                | 35.013                             | 34.169                             |
| Schönebeck                           | Salzland            | 36.397                             | 33.823                             |
| Bernburg                             | Salzland            | 33.825                             | 31.833                             |
| Sangerhausen                         | Mansfeld-Südharz    | 25.399                             | 30.621                             |
| Köthen                               | Anhalt-Bitterfeld   | 30.360                             | 30.129                             |
| Weißenfels                           | Burgenland          | 31.946                             | 29.866                             |
| Naumburgo                            | Burgenland          | 30.399                             | 29.627                             |
| Zeitz                                | Burgenlandkreis     | 32.227                             | 28.729                             |
| Aschersleben                         | Salzland            | 27.312                             | 26.112                             |
| Wolfen, desde 2007 Bitterfeld-Wolfen | Anhalt-Bitterfeld   | 30.652                             | 24.908                             |
| Burg                                 | Comarca de Jerichow | 22.951                             | 24.747                             |
| Lutherstadt Eisleben                 | Mansfeld-Südharz    | 21.062                             | 24.243                             |
| Staßfurt                             | Salzland            | 20.681                             | 23.318                             |
| Quedlinburg                          | Harz                | 24.114                             | 22.607                             |
| Salzwedel                            | Altmark-Salzwedel   | 20.349                             | 21.316                             |

Fuente: Statistisches Landesamt Sachsen-Anhalt

### Regiones
- Altmark
- Harz
- Mansfelder Land
- Ostfalen
- Saale-Unstrut-Region

## Economía
Entre los estados federados orientales, Sajonia-Anhalt es el que registra el mayor índice de inversiones extranjeras directas. Su crecimiento económico se basa especialmente en la química, sector de gran tradición en la región. El Estado Libre de Sajonia y la región de Halle/Leipzig se está afianzando como centro de la biotecnología y la ingeniería genética. Las aspirinas de Bayer para el mercado europeo se producen en Bitterfeld.
Este estado, al igual que la mayor parte de la antigua RDA, ha vivido una dispar progresión económica y la situación ha mejorado globalmente. Sin embargo, ostenta uno de los niveles de riqueza más bajos del país a pesar de las constantes subvenciones del gobierno federal y de la Unión Europea (UE).
En la región existe una pequeña región vinícola (de las 13 existentes en Alemania) en Saale-Unstrut, con una superficie cultivable de 405 ha.

## Cultura
El Circuito de Oschersleben se inauguró en 1997 y ha albergado carreras internacionales de automovilismo, entre ellas del Deutsche Tourenwagen Masters, el Campeonato FIA GT y el Campeonato Mundial de Turismos.
El Mitteldeutscher BC Weißenfels juega en la Basketball Bundesliga y el SC Magdeburg en la Handball Bundesliga.
Religiones: Iglesia evangélica en Alemania 45 %, Iglesia católica 3,5 %.